# Всемирный день слуха

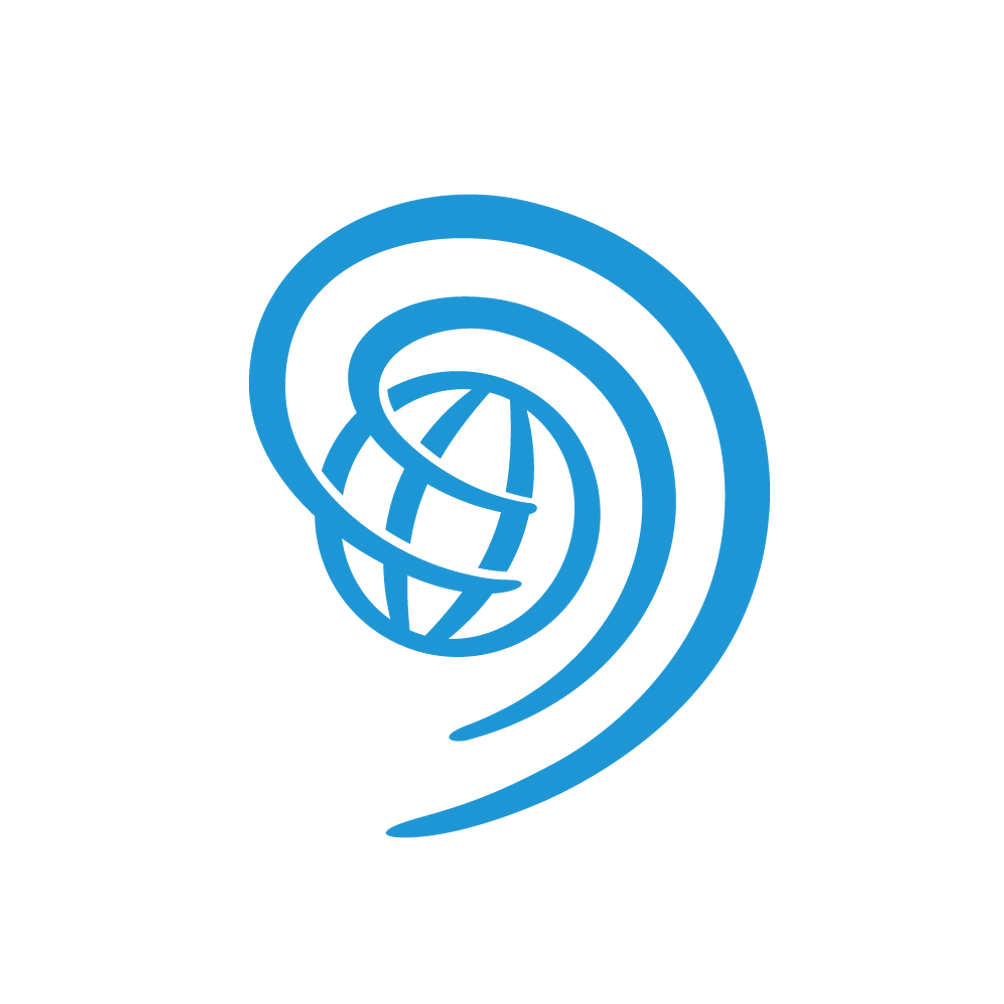
Логотип

Всеми́рный день слу́ха (англ. World Hearing Day). До 2016 года — Международный день охраны здоровья уха и слуха (англ. International Ear Care Day).
Всемирный день слуха (World Hearing Day) является ежегодным событием, проводимым 3 марта под эгидой Всемирной здравоохранительной организации (ВЗО). Цель этого дня — привлечение внимания к проблемам слуха, предупреждение потери слуха и пропаганда здорового слуха.
Важность слуха для общего благополучия и качества жизни нельзя недооценивать. Нарушение слуха может оказывать серьезное влияние на общение, образование, профессиональные возможности и социальную интеграцию людей. Всемирный день слуха предоставляет платформу для осведомления о слуховых проблемах и способах их предотвращения.
Каждый год ВЗО выбирает тему для Всемирного дня слуха. Эта тема служит основой для информационной кампании и образовательных мероприятий, проводимых во многих странах. В эти дни медицинские учреждения, некоммерческие организации, образовательные учреждения и другие участники здравоохранения организуют мероприятия, направленные на образование, скрининг и информирование об аспектах слуха и слуховых нарушениях.
В рамках Всемирного дня слуха проводятся различные мероприятия, включая конференции, семинары, бесплатные слуховые скрининги, выставки и информационные кампании. Эти мероприятия помогают повысить осведомленность о причинах потери слуха, методах предотвращения и ранней диагностики слуховых нарушений, а также о возможностях лечения и реабилитации.
Всемирный день слуха направлен на привлечение внимания общественности, профессионалов здравоохранения, правительственных организаций и других заинтересованных сторон к вопросам слуха. Он также способствует укреплению международного сотрудничества и обмену передовыми практиками в области здравоохранения слуха.
Важно помнить, что забота о слухе — это не только однодневное мероприятие. Здоровье слуха требует постоянного внимания и заботы. Всемирный день слуха служит напоминанием о необходимости регулярных проверок слуха, соблюдении профилактических мер и поддержке тех, кто столкнулся с проблемами слуха.
Исследование, проведенное в Соединённом Королевстве, показывает, что только 20% людей с проблемами слуха обращаются за лечением.
Исследование, проведенное в Южной Африке, показало, что люди, которые испытывают проблемы со слухом, ждут от 5 до 16 лет, чтобы обратиться за диагнозом и лечением.